# 1991 VW4
1991 VW4 är en asteroid i huvudbältet som upptäcktes den 10 november 1991 av den japanska astronomen Satoru Otomo i Kiyosato.
Den tillhör asteroidgruppen Vesta.